# Balti (langue)
Pour les articles homonymes, voir Balti.
Le balti est une langue tibéto-birmane parlée parmi les populations tibétaines du Baltistan pakistanais autour de Gilgit et de Skardu.  Elle est aussi parlée au Purik, la région autour de Kargil, à l'ouest du Ladakh indien, et prend ainsi aussi le nom de puriki. Des populations locutrices du balti vivent également en vallée de la Nubra, au nord du Ladakh.

## Phonologie

### Voyelles
|         | Antérieure    | Centrale      | Postérieure   |
| ------- | ------------- | ------------- | ------------- |
| Fermée  | i [i] iː [iː] |               | u [u] uː [uː] |
| Moyenne | e [e] eː [eː] |               | o [o] oː [oː] |
| Ouverte |               | a [a] aː [aː] |               |

- Principaux allophones : a est distribué à l'initiale du mot : api (apiˑ) - grand-mère. Ailleurs il est réalisé ʌ : ažaŋ   (aʒʌŋ) - oncle maternel, sahar (sʌhʌr) - ville (dérivé de l'ourdou). En finale les voyelles courtes sont réalisées mi-longues : χo (χoˑ) - amer, šaŋku  (ʃʌŋkuˑ) - loup.

### Consonnes
|               |               | Bilabiales | Dentales | Alvéolaires / Rétroflexes | Post-alvéolaires / Palatales | Vélaires | Uvulaires | Glottales |
| ------------- | ------------- | ---------- | -------- | ------------------------- | ---------------------------- | -------- | --------- | --------- |
| Occlusives    | sourdes       | p [p]      | ṯ [t̪]    | t [ʈ]                     |                              | k [k]    | q [q]     |           |
| Occlusives    | sonores       | b [b]      | ḏ [d̪]    | d [ɖ]                     |                              | g [ɡ]    |           |           |
| Occlusives    | aspirées      | ph [pʰ]    | ṯh [t̪ʰ]  | th [ʈʰ]                   |                              | kh [kʰ]  |           |           |
| Affriquées    | sourdes       |            |          |                           | č [t͡ʃ]                       |          |           |           |
| Affriquées    | sonores       |            |          |                           | j [d͡ʒ]                       |          |           |           |
| Affriquées    | aspirées      |            |          |                           | čh [ t͡ʃʰ]                    |          |           |           |
| Fricatives    | sourdes       |            |          | s [s]                     | š [ʃ]                        |          | χ [χ]     | h [h]     |
| Fricatives    | sonores       |            |          | z [z]                     | ž [ʒ]                        |          | ʁ [ʁ]     |           |
| Nasales       | Nasales       | m [m]      |          | n [n]                     | ñ [ɲ]                        | ŋ [ŋ]    |           |           |
| Latérales     | Latérales     |            |          | l [l]                     |                              |          |           |           |
| Semi-voyelles | Semi-voyelles | w [w]      |          |                           | y [j]                        |          |           |           |

- Allophones: en position intervocalique, ḏ est réalisé [ð]. Deux consonnes ont des allophones rétroflexes : d, entre deux voyelles, est ṛ [ɽ], et š devient  ṣ devant consonne : šna (ʂnaˑ) - oreille.
- Le balti, langue du groupe tibétain, autorise les groupes de consonnes complexes : zaːŋzbu - pot, rḏumkhan - potier, zgrums - histoire, byalchoŋs - animal sauvage, čhaṯčhamḏo - arrangement.

## Sources
- (en) N. Rangan, Balti Phonetic Reader, Mysore, Central Institute of Indian Langages, 1975.
- (en) N. Rangan, Purki Grammar, Mysore, Central Institute of Indian Langages, 1979.